# Jozef Abelshausen
Jozef Abelshausen (Sint-Lenaarts, 8 juni 1949 - Rijkevorsel, 29 april 2017) was een Belgisch wielrenner. Hij was beroepswielrenner van 1970 tot 1976.

## Belangrijkste resultaten
1970
- 1e - OLV-Waver
- 3e - GP Jef Scherens

1971
- 1e - Ganshoren
- 1e - Wuustwezel
- 1e - etappe 2a Ronde van de Oise
- 2e - Kessel
- 2e - Hoeilaert
- 2e - Bavikhove
- 2e - G.P. Flandria
- 2e - Denderhoutem
- 3e - Merchtem
- 3e - Zomergem
- 4e - Evergem
- 5e - Omloop Het Volk
- 8e - Omloop van de Vlaamse Scheldeboorden
- 9e - Kuurne-Brussel-Kuurne

1972
- 1e - Ronde van Limburg
- 1e - Omloop Zuid-West-Vlaanderen (Hulste-Ingelmunster)
- 1e - Stabroek
- 1e - Wuustwezel
- 1e - St Gillis-Waas
- 1e - etappe 5b Vierdaagse van Duinkerken
- 2e - Harelbeke-Poperinge-Harelbeke
- 2e - Alken
- 2e - GP Denain
- 2e - Omploop Midden-Brabant
- 4e - Diest
- 5e - Omloop Het Volk
- 6e - Ninove
- 8e - Brussel-Meulebeke
- 8e - Scheldeprijs

1973
- 1e - Ronde van Limburg
- 1e - Hoboken
- 1e - Herenthout
- 1e - Aartrijke
- 1e - Kapellen-Glabbeek
- 1e - Borgerhout
- 2e - Kessel
- 2e - Dwars door België
- 2e - Midden België (Lier)
- 3e - Kustpijl (Heist)
- 3e - Ninove
- 3e - Niel
- 3e - Leuven
- 5e - Kalmthout
- 8e - Westkust (De Panne)
- 9e - Gent-Wevelgem

1974
- 1e - Harelbeke-Poperinge-Harelbeke
- 1e - Alken
- 1e - Omloop van de Fruitstreek
- 1e - Ganshoren
- 1e - St-Denijs
- 2e - St.Maria-Oudenhove
- 2e - Niel
- 2e - Zele
- 2e - Kalmthout
- 2e - Antwerpen
- 3e - Koersel
- 4e - Ronse-Doornik
- 4e - Kotem
- 5e - GP Pino Cerami
- 6e - GP Denain
- 6e - Liederkerke
- 10e - Omloop van het Waasland
- 10e - Drogenbos

1975
- 1e - Wondelgem
- 1e - Lommel
- 1e - Kalmthout
- 1e - Izenberge
- 1e - Putte-Mechelen
- 2e - GP Denain
- 2e - Sleidinge
- 3e - Ninove
- 3e - Tisselt
- 7e - Scheldeprijs
- 7e - Essen
- 9e - Hoboken
- 9e - Nieuwpoort
- 10e - Ronde van Limburg

1976
- 1e - Templeuve
- 2e - Lommel
- 2e - Wuustwezel
- 3e - Belsele
- 4e - Heverlee
- 4e - Kessel
- 4e - De Panne
- 6e - Hannuit
- 6e - Dentergem
- 6e - Ledegem
- 7e - Midden Vlaanderen (Deinze)
- 8e - Ichtegem
- 10e - Kustpijl (Knokke-Heist)

## Resultaten in voornaamste wedstrijden
| Jaar | Milaan-San Remo | Gent-Wevelgem | Omloop Het Volk | Kuurne-Brussel-Kuurne | Dwars door Vlaanderen |
| ---- | --------------- | ------------- | --------------- | --------------------- | --------------------- |
| 1971 |                 | 16e           | 5e              | 9e                    |                       |
| 1972 | 68e             |               | 5e              |                       |                       |
| 1973 |                 | 9e            | 18e             |                       | Zilver                |
| 1974 |                 | 41e           | 38e             |                       |                       |
| 1975 |                 |               | 63e             |                       |                       |

## Ploegen
- 1970-Geens-Watney (vanaf 14/09)
- 1971-Watney-Avia
- 1972-Watney-Avia
- 1973-IJsboerke-Bertin
- 1974-IJsboerke-Colner
- 1975-IJsboerke-Colner
- 1976-Carlos-Galli